# 小行星4433
小行星4433（4433 Goldstone）是一颗绕太阳运转的小行星，为主小行星带小行星。该小行星于1981年8月30日发现。

## 轨道参数
小行星4433的轨道半长轴为2.4328283 UA，离心率为0.136。